# Alphonse Guérin
Pour les articles homonymes, voir Guérin.
Alphonse Guérin, né à Ploërmel (Morbihan) le 9 août 1816 et mort à Paris le 21 février 1895, est un médecin et chirurgien français.

## Biographie et travaux
Alphonse Guérin fit ses études au collège de Vannes où il fut l'ami de Jules Simon. Il envisageait de devenir marin, mais à la suite de la mort prématurée de son père, il choisit finalement, influencé par une cousine religieuse, de faire des études de médecine à Paris, notamment à l'Hôpital Saint-Louis. Il soutient sa thèse de doctorat en 1847 sur la "fièvre purulente" et est nommé chirurgien des hôpitaux en 1850. 
Il publie en 1855 "Éléments de chirurgie opératoire", un ouvrage qui connut de nombreuses rééditions. 
Élu membre de l'Académie de médecine en 1868 (il la présida à partir de 1884), il invente pendant le siège de Paris de 1870 le pansement ouaté (ouate, recouvrant de l'alcool camphré et de l'eau phéniquée, emballée dans du tissu) pour empêcher les germes présents dans l'air d'atteindre la plaie. Ceci fait de lui le « père de la méthode aseptique». La présence des germes dans l'air était connu depuis Pasteur, mais leur rôle dans les complications souvent mortelles des plaies et des cicatrices post-opératoires était encore ignoré. Dès sa thèse sur la fièvre purulente, datant de 1847, Guérin avait soutenu que l'infection purulente des plaies était la conséquence de « miasmes infectieux contenus dans l'air lphonse Guérin fit ses études ».
Spécialiste en urologie, on lui doit de nombreux termes médicaux, comme les glandes de Guérin[réf. souhaitée], communément appelées aujourd'hui Glande de Skene. Les valvules de Guérin ou sinus de Guérin ont gardé son nom pour décrire la fosse naviculaire du méat urétral.
A plusieurs reprises, de passage à Rome, ce chirurgien soigna le pape Pie IX, qui lui dit publiquement, à sa dernière visite de "Docteur Guérin, vous êtes le plus grand médecin de la chrétienté !", ce républicain, qui ne voulait pas faire de politique militante, fut, pour une courte durée, conseiller général de Mauron, et apportait son soutien à la Société médicale du Morbihan.

## Principales publications
- De la fièvre purulente, thèse, 1847
- De l'influence de la pesanteur sur le developpement et sur le traitement des maladies chirurgicales, thèse, 1847
- Éléments de chirurgie opératoire, ou Traité pratique des opérations, 1854
- Discussion sur le pansement ouaté, discours prononcé à l'Académie de médecine, le 7 septembre 1875
- Leçons cliniques sur les maladies des organes génitaux internes de la femme, 1878
- Origine de la doctrine microbienne, communication lue à la Société de chirurgie, le 15 novembre 1893